# Grächen
Grächen (walliserdeutsch Greechu) ist eine Munizipalgemeinde und eine Burgergemeinde im Bezirk Visp sowie eine Pfarrgemeinde des Dekanats Visp im Schweizer Kanton Wallis. Sie liegt im Mattertal.

## Geographie
Grächen befindet sich auf 1619 m ü. M. auf einer Terrasse oberhalb des Nachbardorfes St. Niklaus. Gegen Süden hin grenzt Grächen an Gasenried der Gemeinde St. Niklaus. Zu Grächen gehört die Siedlung Kipfen/Chipfe zwischen der Hauptstrasse Stalden–Täsch und der Mattervispa. Grächen liegt im niederschlagsärmsten Gebiet der Schweiz und der Alpen.

### Klima
Für die Normalperiode 1991–2020 beträgt die Jahresmitteltemperatur 5,5 °C, wobei im Januar mit −2,6 °C die kältesten und im Juli mit 14,6 °C die wärmsten Monatsmitteltemperaturen gemessen werden. Im Mittel sind hier rund 147 Frosttage und 45 Eistage zu erwarten. Sommertage gibt es im Jahresmittel 8 bis 9, während im Schnitt alle 10 Jahre ein Hitzetag zu verzeichnen ist. Die Messstation von MeteoSchweiz liegt auf einer Höhe von 1605 m ü. M.
|                        | Jan  | Feb  | Mär  | Apr | Mai  | Jun  | Jul  | Aug  | Sep  | Okt  | Nov  | Dez  |   |      |
| Mittl. Temperatur (°C) | −2,6 | −2,4 | 0,8  | 4,4 | 8,6  | 12,6 | 14,6 | 14,2 | 10,3 | 6,2  | 1,2  | −1,7 | ⌀ | 5,6  |
| Mittl. Tagesmax. (°C)  | 0,9  | 1,5  | 5,4  | 9,3 | 14,0 | 18,3 | 20,4 | 19,8 | 15,5 | 10,8 | 4,7  | 1,4  | ⌀ | 10,2 |
| Mittl. Tagesmin. (°C)  | −5,4 | −5,6 | −2,7 | 0,4 | 4,3  | 7,9  | 9,8  | 9,9  | 6,5  | 3,2  | −1,4 | −4,4 | ⌀ | 1,9  |
|                        |      |      |      |     |      |      |      |      |      |      |      |      |   |      |
| Niederschlag (mm)      | 42   | 31   | 37   | 47  | 69   | 58   | 56   | 62   | 43   | 57   | 56   | 50   | Σ | 608  |
|                        |      |      |      |     |      |      |      |      |      |      |      |      |   |      |
| Regentage (d)          | 6,6  | 5,9  | 6,1  | 6,3 | 9,0  | 9,1  | 8,9  | 9,2  | 6,5  | 6,8  | 6,8  | 7,4  | Σ | 88,6 |
|                        |      |      |      |     |      |      |      |      |      |      |      |      |   |      |
| Luftfeuchtigkeit (%)   | 63   | 63   | 61   | 61  | 64   | 64   | 63   | 65   | 67   | 67   | 68   | 65   | ⌀ | 64,3 |

| −5,4 |

| −5,6 |

| −2,7 |

| 0,4 |

| 4,3 |

| 7,9 |

| 9,8 |

| 9,9 |

| 6,5 |

| 3,2 |

| −1,4 |

| −4,4 |

| −5,4 |

| −5,6 |

| −2,7 |

| 0,4 |

| 4,3 |

| 7,9 |

| 9,8 |

| 9,9 |

| 6,5 |

| 3,2 |

| −1,4 |

| −4,4 |

Der Hitzerekord in Grächen wurde am 27. Juni 2019 mit 30,8 °C aufgestellt.

## Geschichte

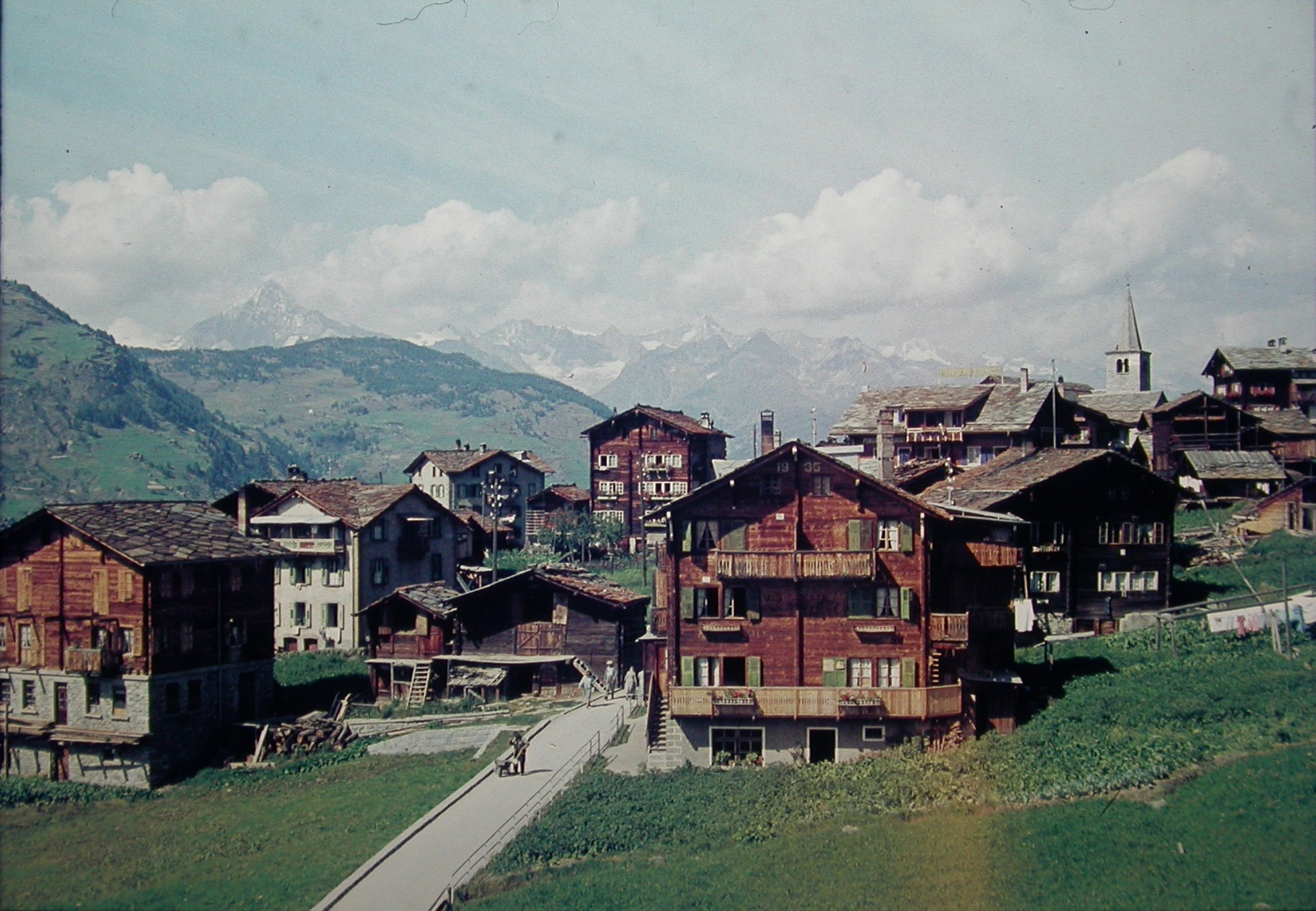
Grächen: Ansicht 1959

Das erste Mal urkundlich erwähnt wurde der Ort 1295 als de Grangiis und 1307 als Grenekun. 1433 wurde eine eigene Kapelle zu Ehren des heiligen Jakobus errichtet, die 1704 zu einer Kirche erweitert wurde. 1750 löste sich Grächen vollständig von der Pfarrei Stalden. 1935 wurde die heutige Kirche erbaut.
Zur Bewässerung wird seit Jahrhunderten das Wasser des Riedgletschers bzw. des Riedbachs der Gemeinde St. Niklaus durch vier Fuhren bzw. Wasserleiten, wie die Suonen im Mattertal heissen, auf die Wiesen und früher auf die Äcker geleitet. Die älteste und längste Wasserleite  Grächens heisst Eggeri. Sie leitet das Gletscherwasser bis ins Bärgji unterhalb der Hannigalp. Die Wasserleiten dienen zum Teil auch heute noch zur Bewässerung der Wiesen. Bis vor wenigen Jahrzehnten wurde in Grächen Getreide, vor allem Roggen, angebaut.

## Bevölkerung
| Bevölkerungsentwicklung | Bevölkerungsentwicklung | Bevölkerungsentwicklung | Bevölkerungsentwicklung | Bevölkerungsentwicklung | Bevölkerungsentwicklung | Bevölkerungsentwicklung | Bevölkerungsentwicklung | Bevölkerungsentwicklung | Bevölkerungsentwicklung |
| ----------------------- | ----------------------- | ----------------------- | ----------------------- | ----------------------- | ----------------------- | ----------------------- | ----------------------- | ----------------------- | ----------------------- |
| Jahr                    | 1850                    | 1900                    | 1950                    | 2000                    | 2010                    | 2012                    | 2014                    | 2016                    | 2022                    |
| Einwohner               | 338                     | 389                     | 665                     | 1254                    | 1400                    | 1408                    | 1382                    | 1313                    | 1271                    |

## Verwaltung
Die Exekutive wird durch den Gemeinderat repräsentiert, welcher aus fünf Mitgliedern besteht. Legislaturperiode 2021–2024: Martin Schürch Gemeindepräsident, Peter Brigger Vizegemeindepräsident, sowie den Gemeinderäten Jenny Fux, Tobias Williner und Serge Pollinger.

## Wirtschaft

### Verkehr
Seit 1953 ist Grächen durch eine Kantonsstrasse mit St. Niklaus verbunden.
Grächen ist im Gegensatz zu Zermatt, Bettmeralp und Saas-Fee nicht vollständig autofrei. Niedergrächen und ein nördlicher Dorfteil sind mit dem Auto erreichbar. Der Grossteil von Grächen inkl. dem Dorfkern ist jedoch autofrei und darf nur von Elektroautos befahren werden. Ein grosses Parkhaus steht zur Verfügung.
Mit dem öffentlichen Verkehr ist Grächen gut erschlossen. Ab Brig respektive Visp fährt die Matterhorn-Gotthard-Bahn bis St. Niklaus. Das Postauto bringt die Reisenden nach dem Umsteigen bis nach Grächen. An Wochenenden gibt es zusätzliche direkte Verbindungen von Visp aus. Alle Verbindungen werden von der Matterhorn-Gotthard-Bahn bestellt und durch die PostAuto Schweiz betrieben.
Grächen ist ein besonders bei Familien beliebter Ort für Sommer- und Winterferien. 2003 wurden in den Hotels, Chalets und Ferienwohnungen ca. 400'000 Übernachtungen (60 % im Winter, 40 % im Sommer) registriert.

### Sommertourismus
Leichte, meist ebene Wanderwege führen entlang der vier «Wasserleite» (Suonen) Bineri, Drieri, Chilcheri und Eggeri. Ausgangspunkt für Wanderungen über Alpen und Bergwälder ist die Seilbahnstation Hannigalp (2114 m). Grächen ist Ausgangspunkt des Höhenweg Balfrin nach Saas-Fee (ca. 7 Stunden) und Ziel des Europaweges von Zermatt über Gasenried. Die Wanderung dauert 12 Stunden. Deshalb übernachten viele Wanderer auf halbem Weg in der Europahütte. Die beiden Höhenwege sind seit 2008 als regionale Route 27 «Swiss Tour Monte Rosa» Saas-Fee–Zermatt von Wanderland Schweiz signalisiert. Auf der Dreitagestour dient Grächen als Übernachtungsort.
Der Höhenweg Balfrin von Grächen nach Saas-Fee ist zudem die 16. Etappe des Alpenpässe-Wegs Saas-Fee – Grächen. Dessen 17. Etappe führt weiter über St. Niklaus Dorf, Jungen und den Augstbordpass nach Gruben.
Auch für bergtüchtige Familien zugänglich ist die Bordierhütte des SAC, die über Gasenried erreicht werden kann.

### Wintertourismus
Im Winter wird in Grächen hauptsächlich alpiner Skisport betrieben. Das Grächer Wintersportgebiet erstreckt sich von Grächen auf 1619 m bis hinauf zum Seetalhorn auf 2864 m. Mit insgesamt zehn Liftanlagen (eine Gondelbahnen, drei Sessellifte und sechs Skilifte) sind 40 km schneesichere Pisten befahrbar.
Das Wintersportgebiet ist vor allem bei Familien beliebt. Der Kinderhort mitten im Skigebiet ist für Skipassbesitzer kostenlos. Eltern können hier ihre Kinder während zweier Stunden in die Obhut von Betreuern geben.
Nebst Skischulen stehen auch Übungslifte und -hänge zur Verfügung. Im SiSu-Familienpark sind Zauberteppiche und Übungslifte für die ersten Skiversuche vorhanden. Weiter sind hier auch ein grosser Spielplatz, ein Kino-Iglu und die Snow-Tubebahn integriert.
Im Winter 2011/2012 wurde eine Märchen-Gondelbahn eingeweiht. In zehn der total 55 Gondeln erzählt Silvia Jost die Märchen der Gebrüder Grimm. Von aussen ist erkennbar, welches Märchen während der Fahrt zu hören ist.
In der Wintersaison 2017/2018 wurde eine neue 4er-Sesselbahn in Betrieb genommen, die Gäste von der Plattja zurück auf das Seetalhorn bringt. Sie ersetzt die alte 2er-Sesselbahn, bei der die Konzession abgelaufen war. Zusätzlich wurde auch eine Pistenverlängerung vorgenommen.
Mit bisher vier Austragungen (1987, 2006, 2017 und 2023) ist Grächen Rekordveranstalter der Skibob-Weltmeisterschaften.

### Restaurants
An der Flanierstrasse und rund um den Dorfplatz finden sich einige Restaurants, so zum Beispiel die mehrfach ausgezeichnete Walliserkanne.

### Museen
Das Ortsmuseum befindet sich im ehemaligen alten Gemeindehaus von Grächen. Gezeigt wird u. a. das Leben und Werk des berühmtesten Grächners Thomas Platter.
Am Thomas-Platter-Weg findet sich in einem alten Spycher ein Museum für Holzbearbeitungswerkzeuge aus der ganzen Welt.

## Persönlichkeiten
- Thomas Platter der Ältere (1499–1582), humanistischer Gelehrter und autobiographischer Schriftsteller
- Hermann Huber (1888–1967), Maler, Freskant, Zeichner, Radierer und Lithograf. Wohnhaft in Grächen 1912
- Adolf Fux (1901–1974), Journalist, Schriftsteller und Politiker, Grossrat (1933–1937, 1949–1961)
- Ernst Schnydrig (1912–1978), Ordenspriester, Journalist und Schriftsteller
- Pater Erich Williner (1933–2019), Missionar im bolivianischen Cochabamba

## Galerie

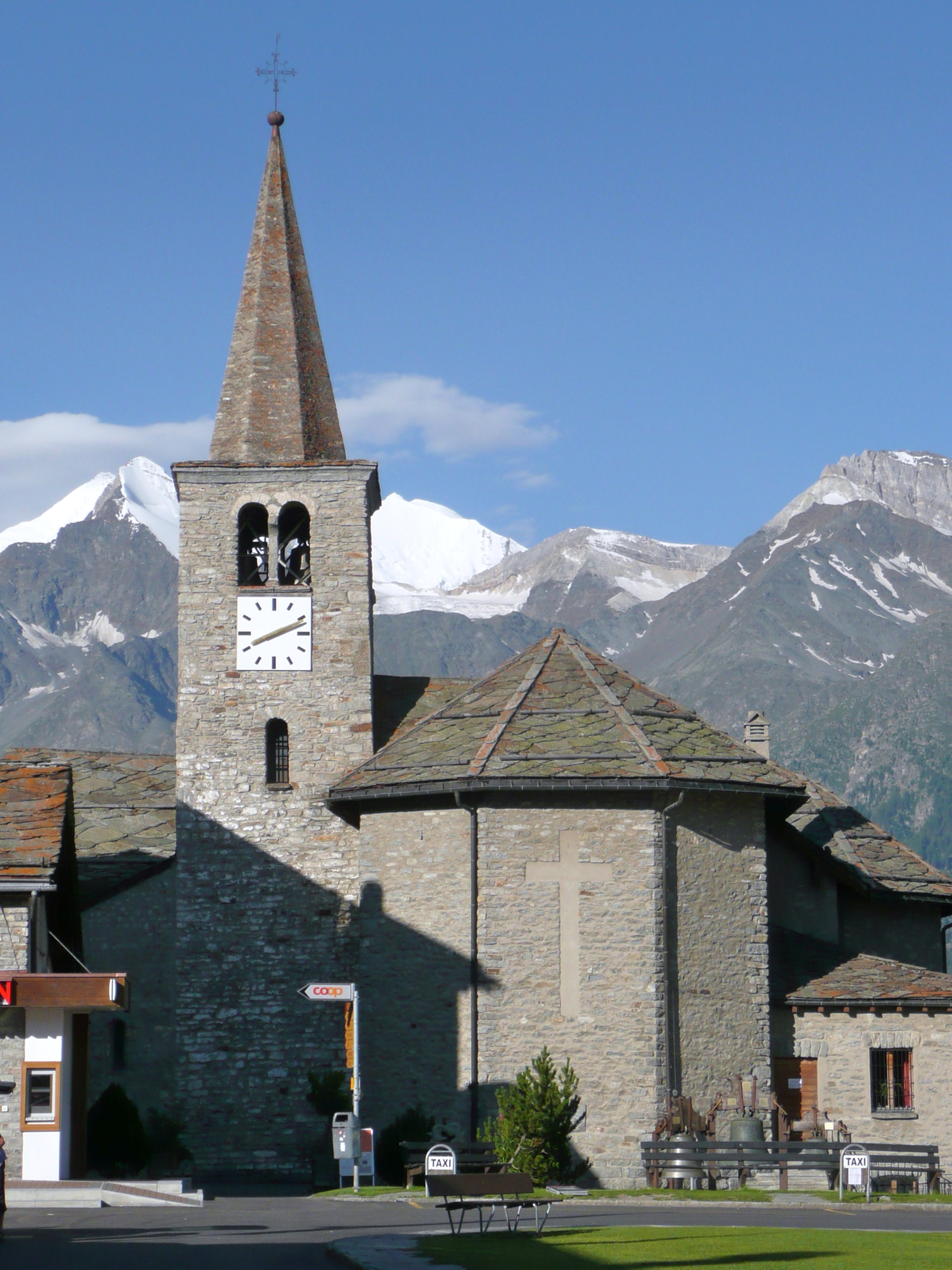
Kirche von Grächen
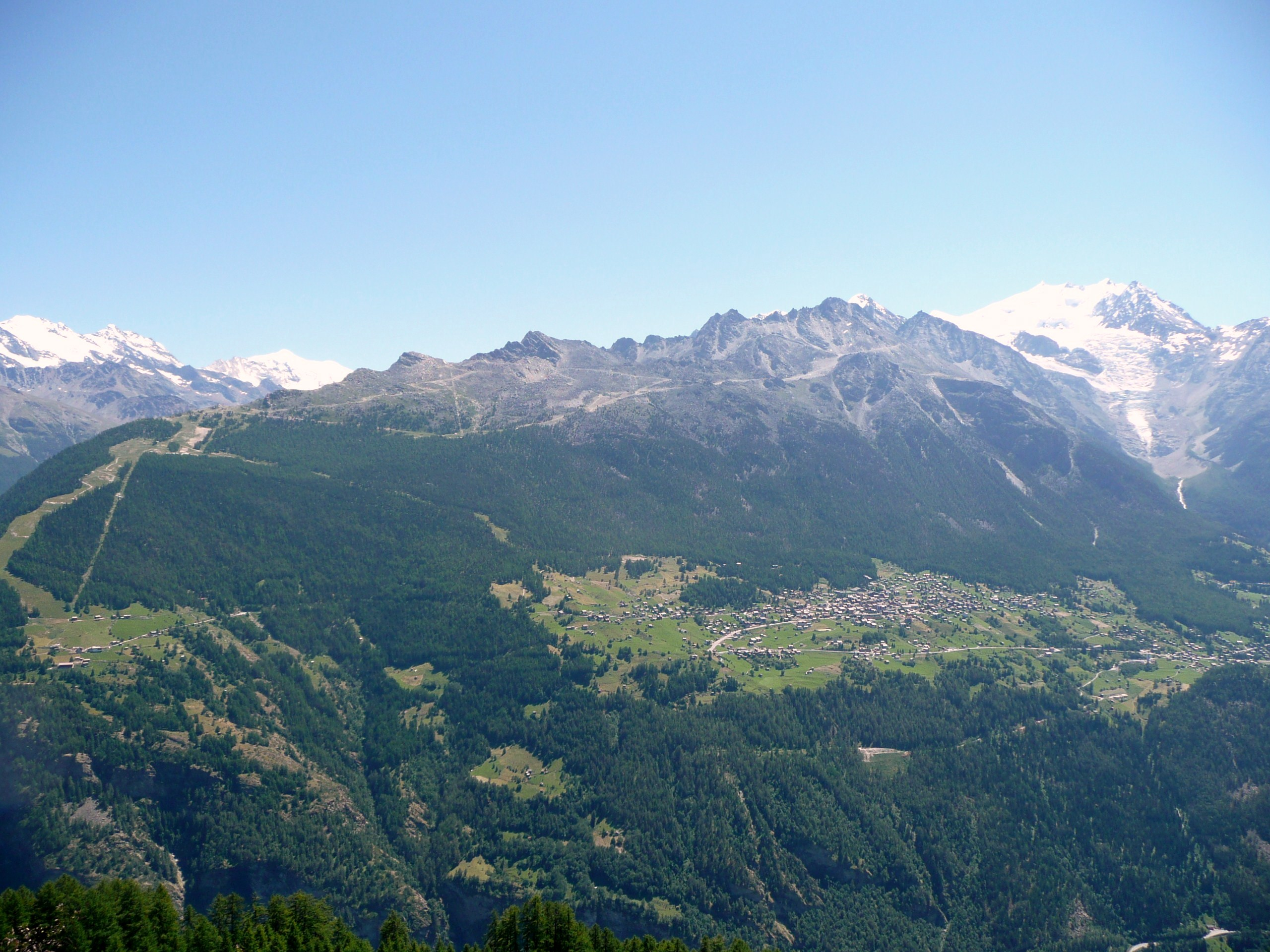
Blick von der Moosalp nach Grächen, rechts der Riedgletscher mit den schneebedeckten Viertausender des Nadelgrats der Mischabel
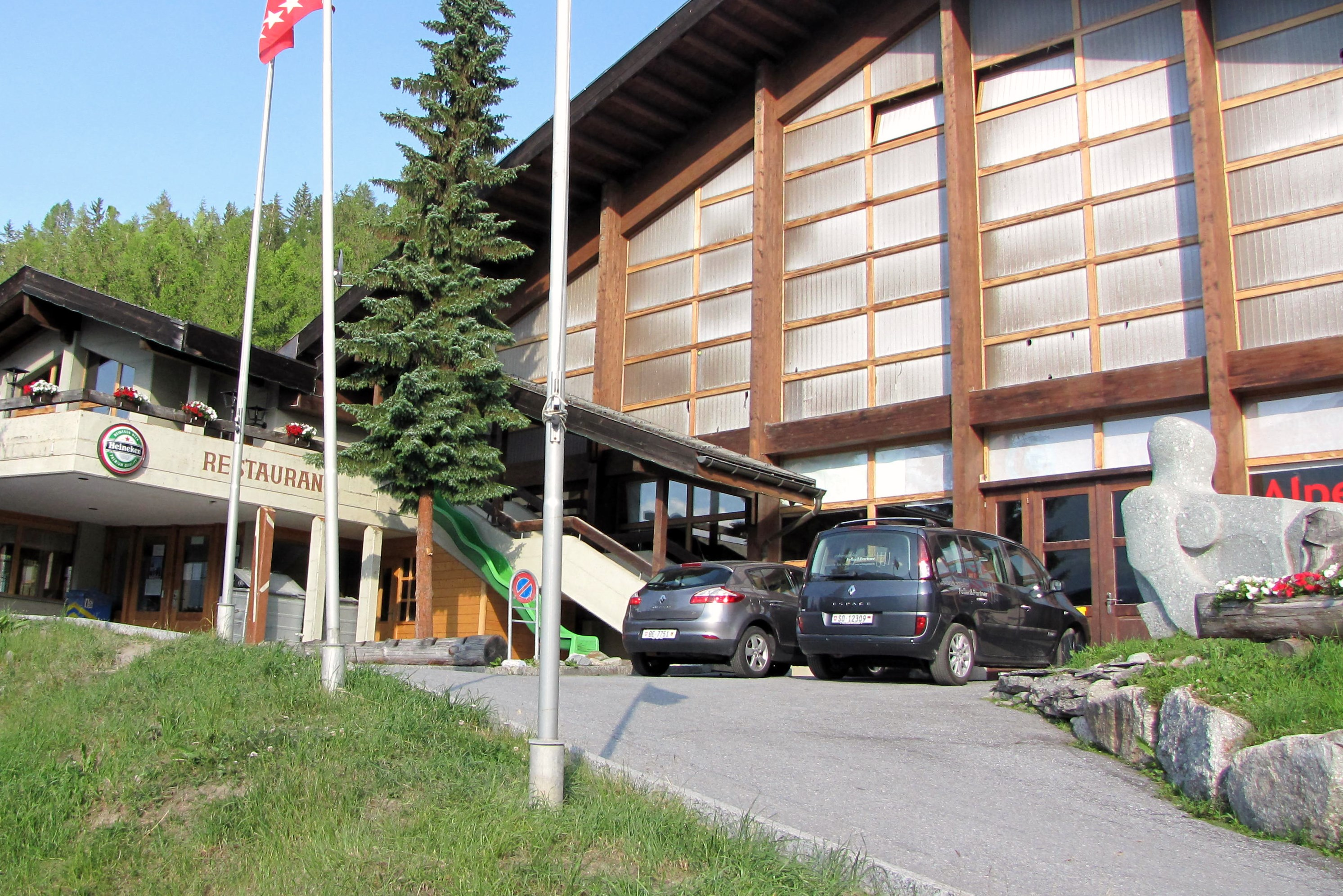
Das Sportzentrum in Grächen, wo 2013 die 113. Schweizer Schach-Einzelmeisterschaften stattfanden.
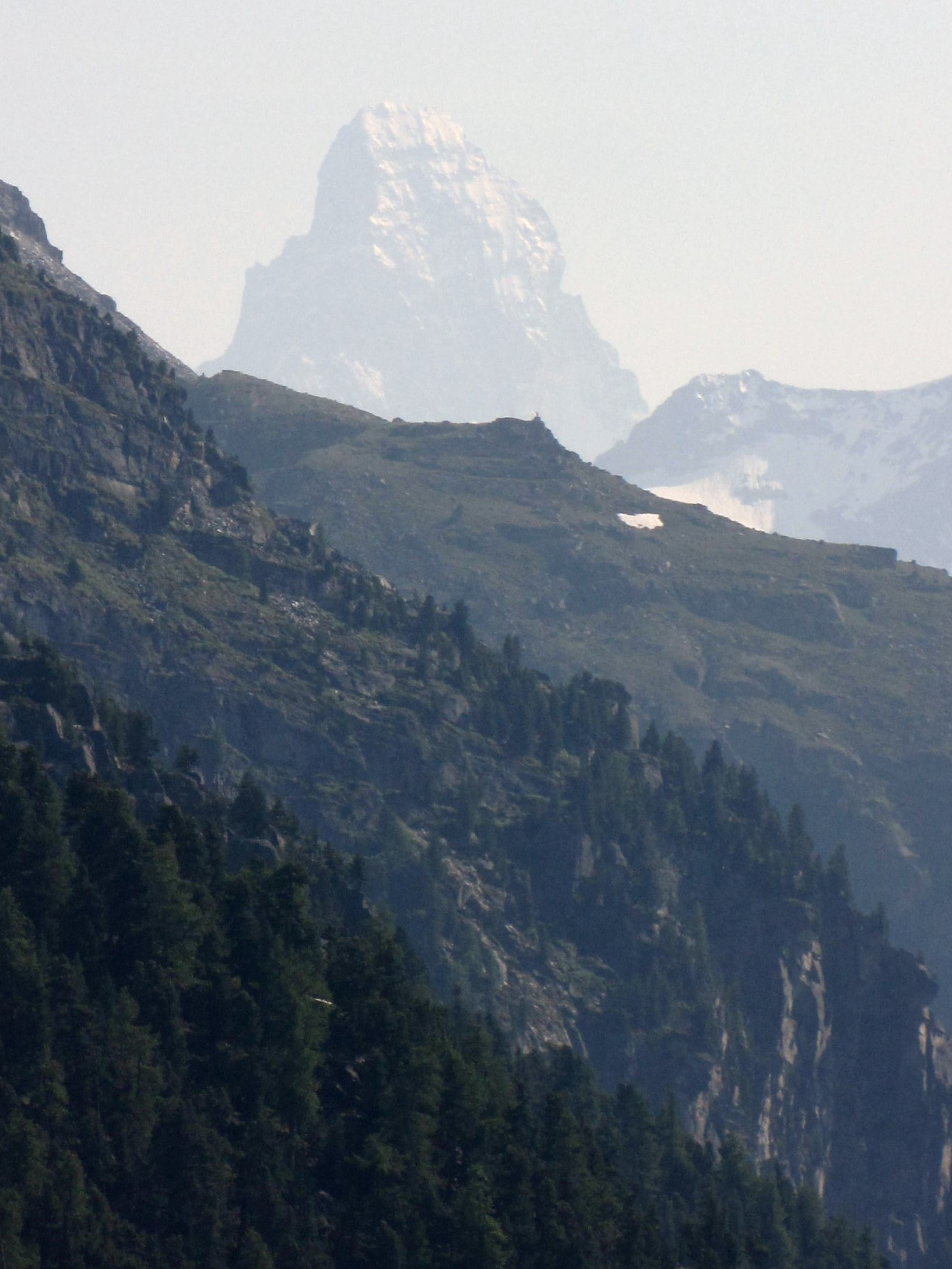
Blick auf das Matterhorn
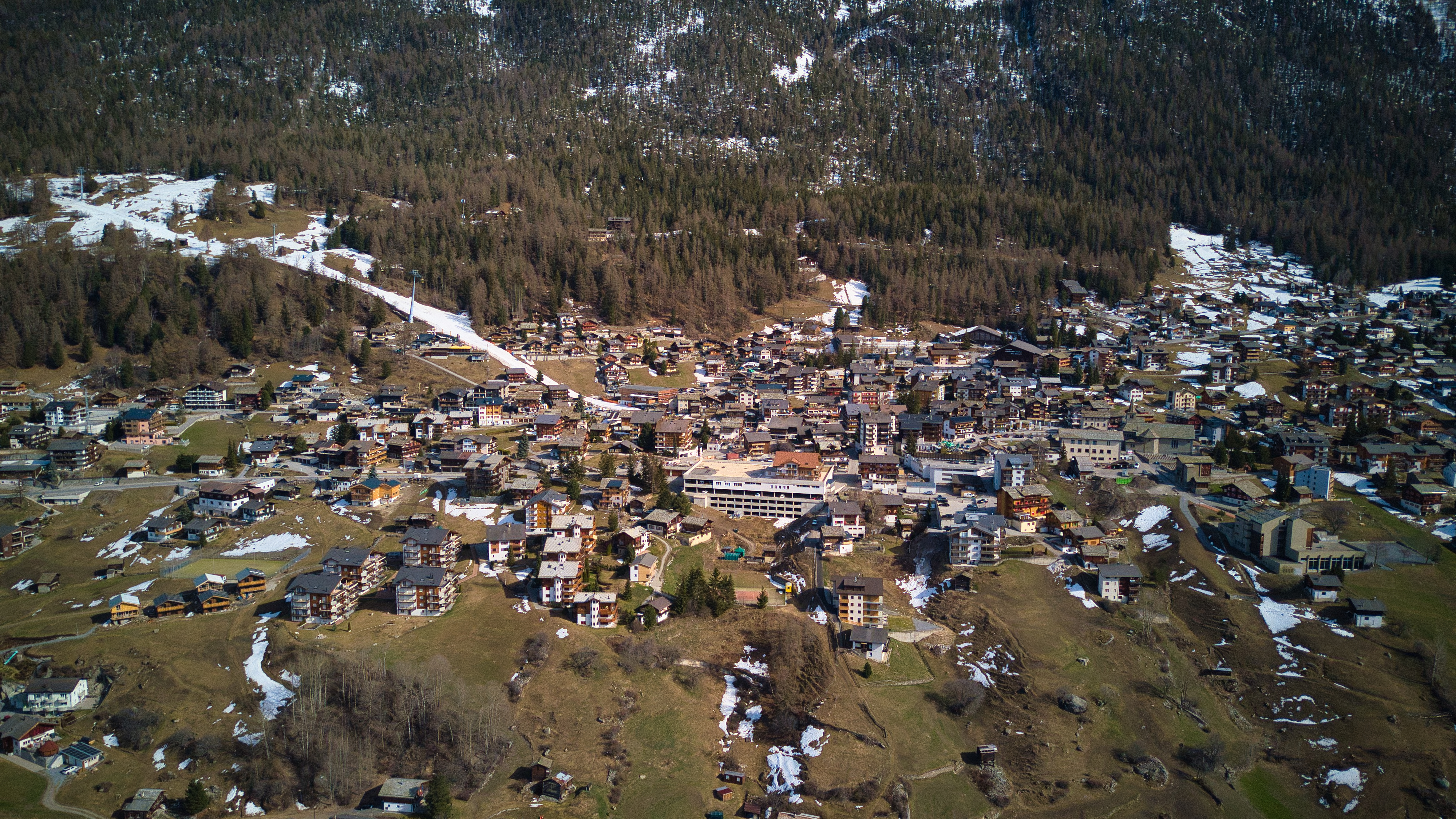
Dorfansicht im April 2024

## Bilderserie 1959

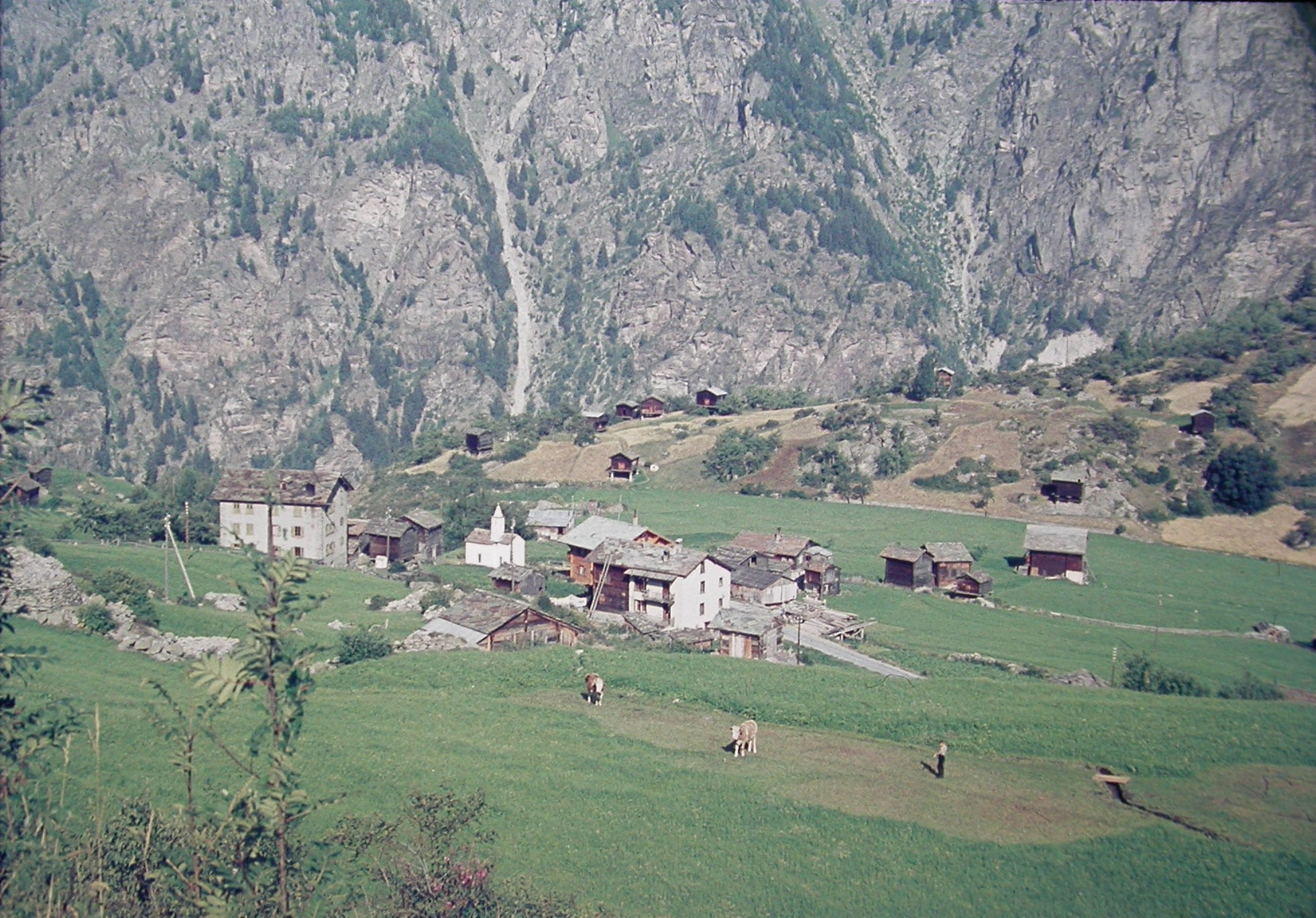
Niedergrächen mit Getreidefeldern
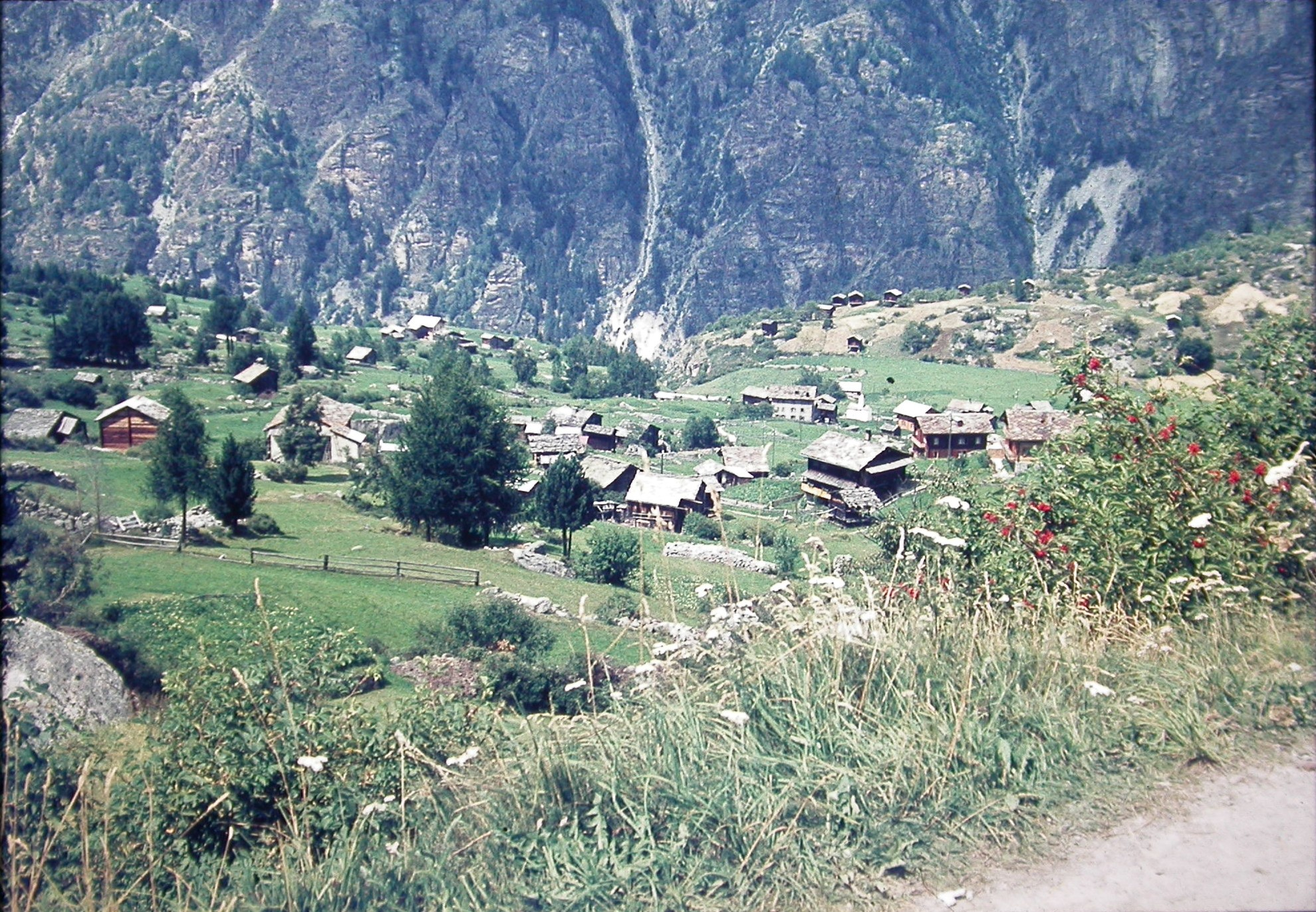
Um Niedergrächen
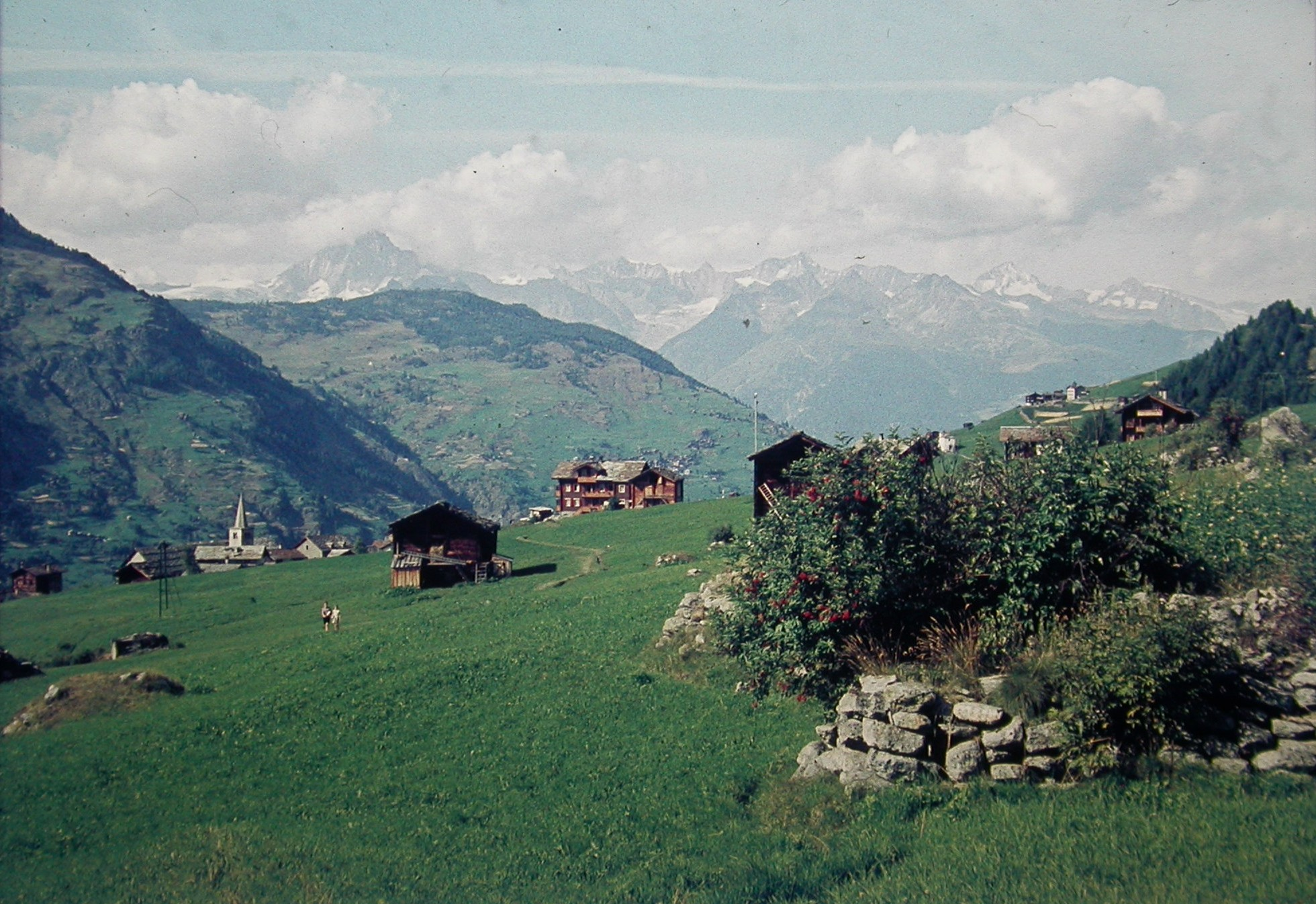
Wiesen oberhalb von Grächen
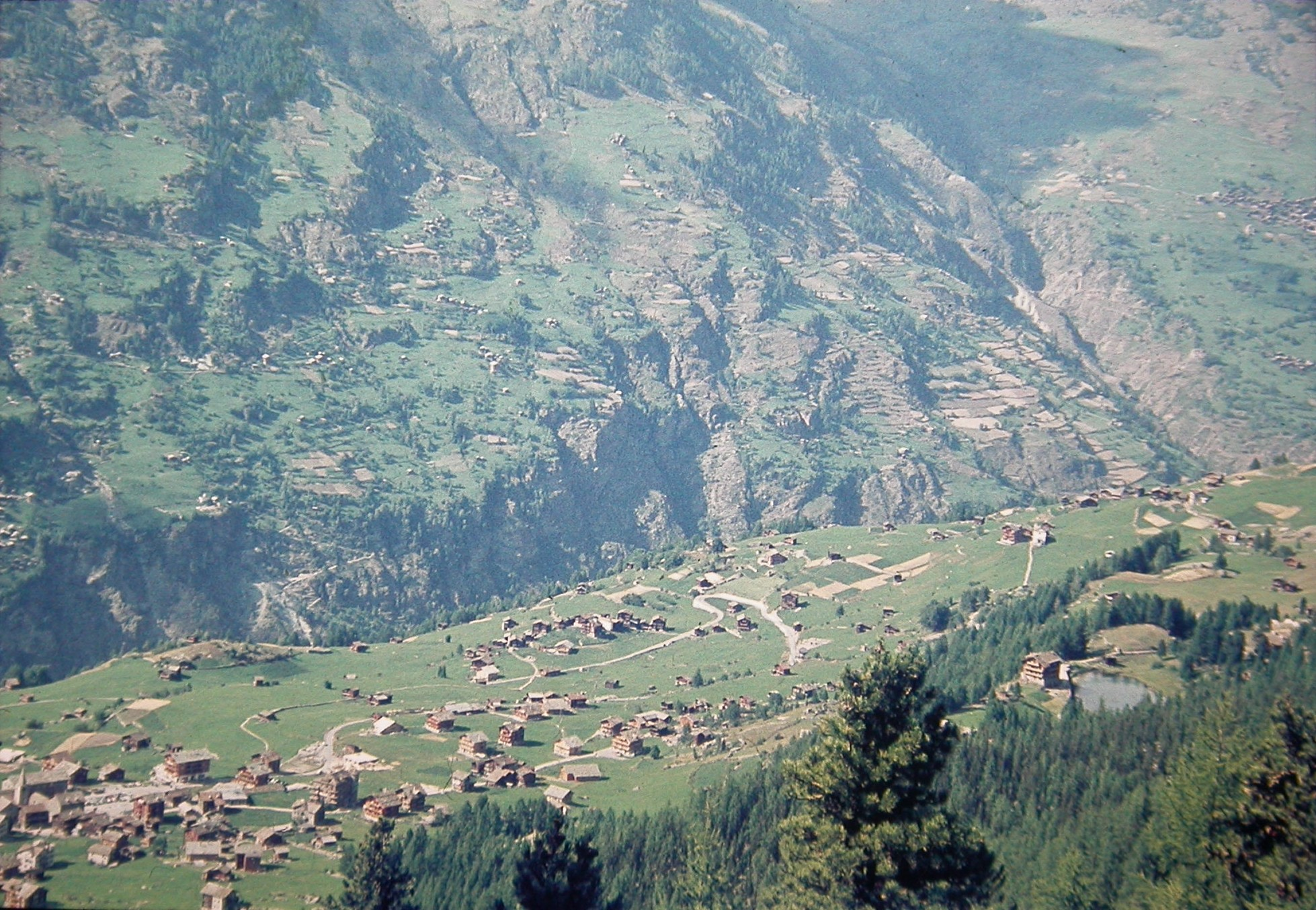
Gebiet nördlich der Kirche; die Kirche ist links am Bildrand zu sehen
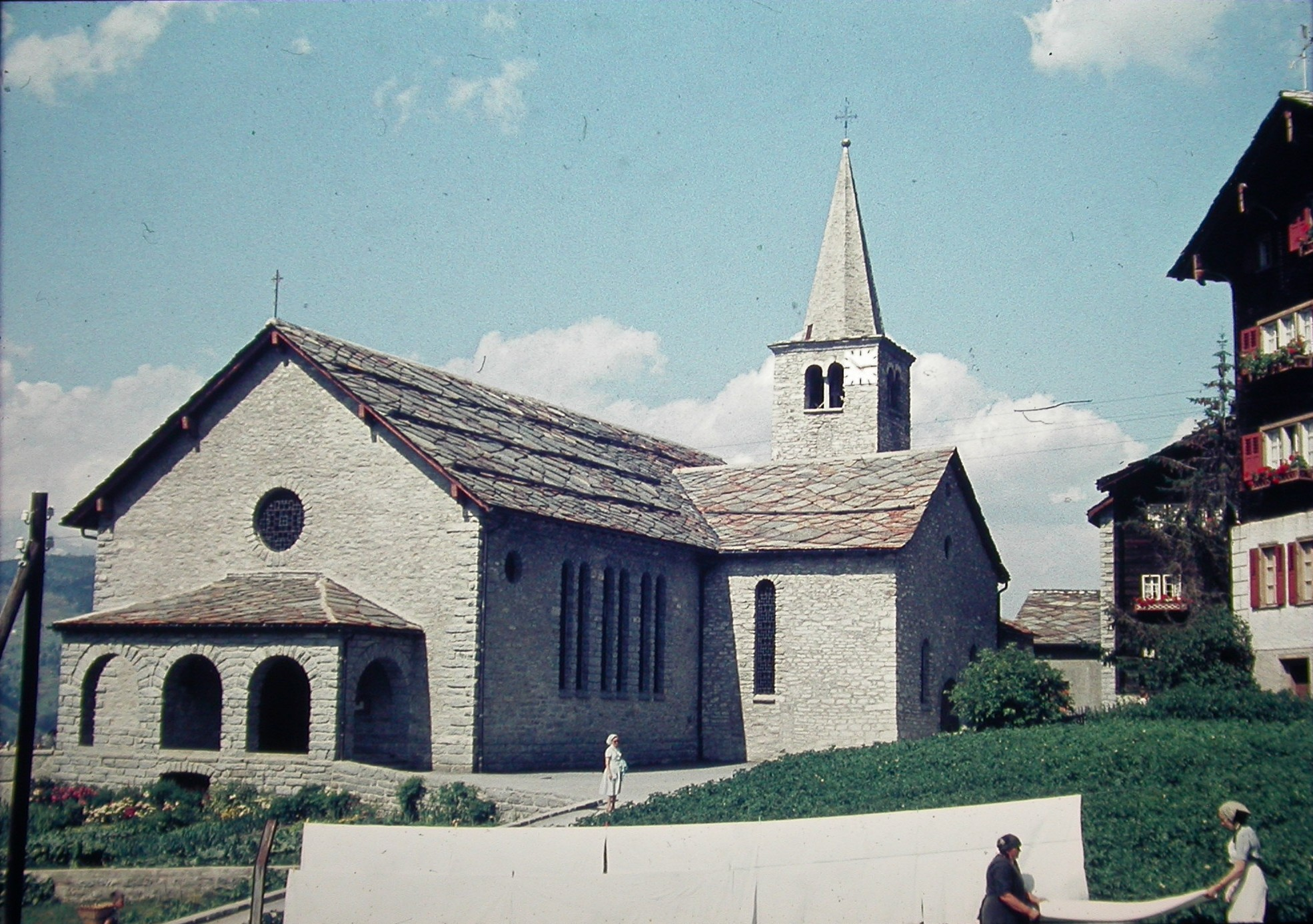
Die Kirche und Wäsche zum Trocknen
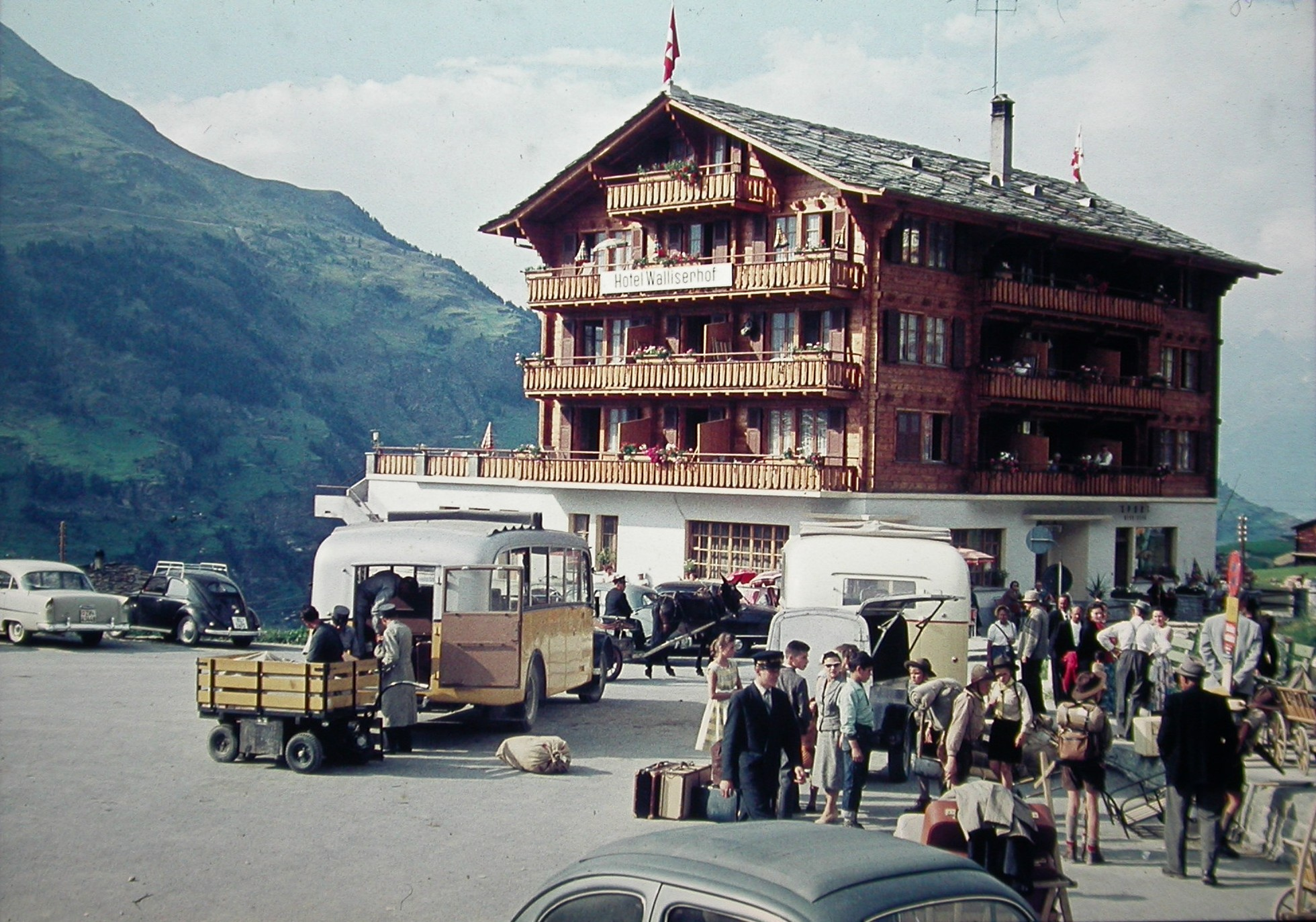
Postauto-Ankunft beim Hotel Walliserhof
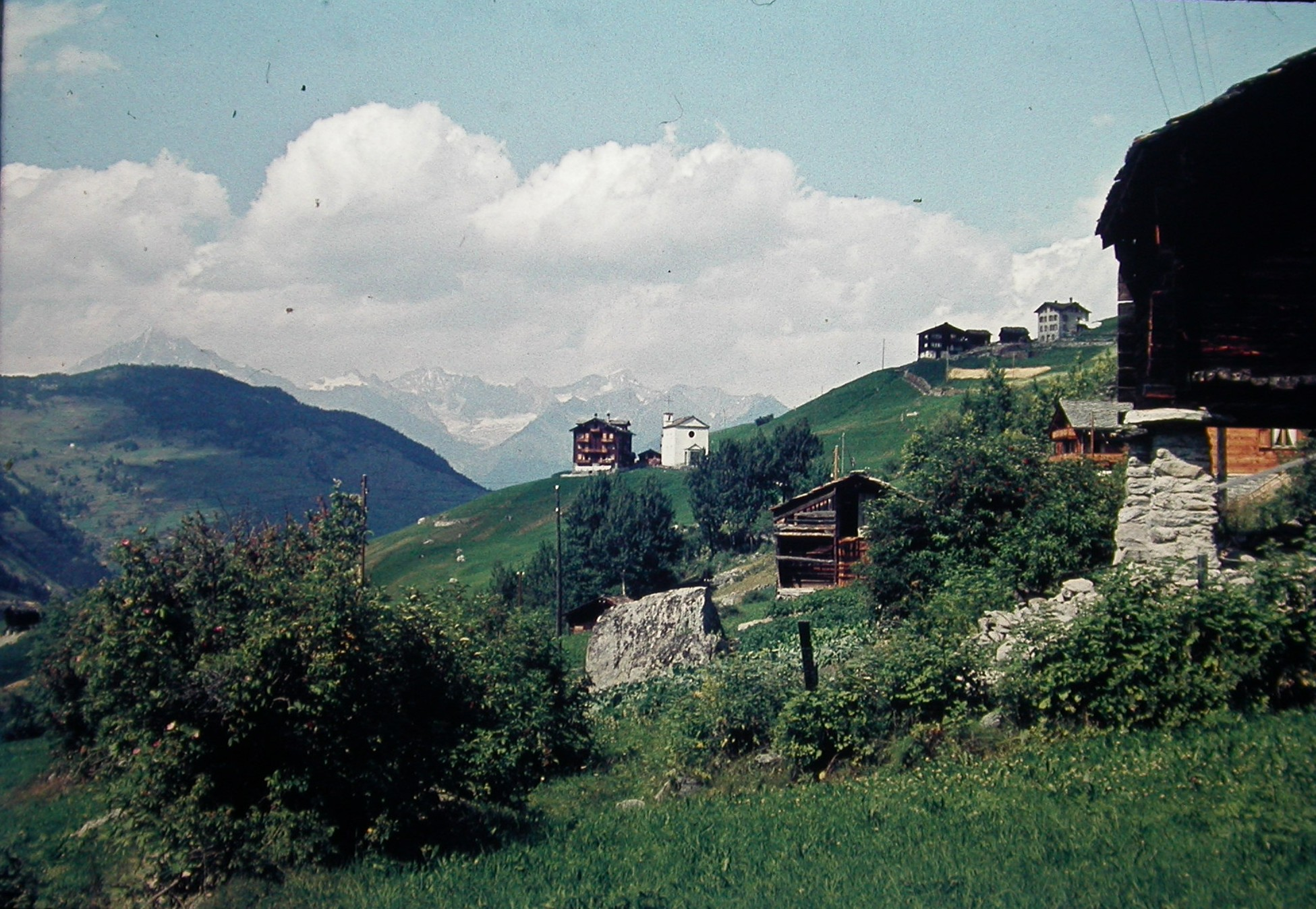
Kapelle Egga